# Banco Internacional do Funchal
Banco Internacional do Funchal, S.A. (Kurzform Banif, dt.: Internationale Bank von Funchal) war eine portugiesische Universalbank. Die von Horácio Roque 1988 gegründete Bank war sowohl im Euronext Lissabon als auch im PSI 20 gelistet. Im Dezember 2015 ist sie von der Banco de Portugal an die Santander Totta, eines portugiesischen Ablegers der spanischen Großbank Banco Santander für 150 Millionen Euro verkauft worden.

## Geschichte
1988 gründete sich die Bank als Aktiengesellschaft, auf Initiative einer Gruppe Unternehmer und Bankiers um Horácio da Silva Roque. Sie trat die Nachfolge der Sparkasse von Funchal an, der Caixa Económica do Funchal, welche Verbindlichkeiten über 10 Milliarden Escudos (heute etwa 50 Millionen Euro) angehäuft hatte und aufgelöst wurde.
1990 hatte die Banif die Rückzahlung der übernommenen Verbindlichkeiten abgeschlossen und expandierte. 1991 zählte sie 20 Filialen in ihrer Heimatregion, der Inselgruppe Madeira, und elf Schalter in Kontinental-Portugal. Seit 1992 wurden ihre Aktien an der portugiesischen Börse gehandelt, der Bolsa de Valores. 1993 wandte sich Banif auch dem Ausland zu, mit der Gründung der Banif - Banco Internacional do Funchal (Cayman), Ltd in George Town (Kaimaninseln). 1994 eröffnete die Bank in Lissabon ihr Gebäude Edifício Banif de José Malhoa, welches seither das operative Zentrum der Banif beherbergt.
1996 erwarb Banif die Versicherungsgesellschaft Companhia de Seguros Açoreana (dt.: Azoreanische Versicherungsgesellschaft) und die Mehrheit an der 1912 gegründeten Bank Banco Comercial dos Açores. Damit wurde sie, neben ihrem heimatlichen Madeira-Archipel, auch auf den Azoren Allfinanz-Marktführer. Die traditionellen geschäftlichen Verbindungen zu den bedeutenden Auswanderkolonien, insbesondere in Venezuela, Brasilien, Kanada, USA und Südafrika, erleichterten in der Folge die weitere Internationalisierung der Bank. 2001 führte sie ihr Internetbanking ein, und 2002 wurde die bisherige Banif - Banco Internacional do Funchal in Banif SGPS, SA umgewandelt, eine Holding für die Unternehmen der Gruppe und deren drei Sub-Holdings Banif Comercial SGPS, SA (Universalbank), Banif Seguros SGPS, SA (Versicherungsgruppe), und Banif Investimentos SGPS, SA (Investment).
2009 erschien Banif erstmals in der Liste der 500 weltweit wertvollsten Banken, auf Platz 493 des Global 500 Banking Brands Index der Zeitschrift The Banker Magazine. 2010 wurde sie dort auf dem 389. Platz geführt, 2011 an 487. Stelle. Infolge der allgemeinen Bankenkrise und insbesondere der folgenden Finanzkrise in Portugal fielen die Ergebnisse der Banif in diesen Jahren, ihre Verluste blieben jedoch hinter denen vieler anderer Kreditinstitute in Portugal. Am 21. März 2011 wurde die Banif erstmals in den portugiesischen Aktienindex PSI 20 aufgenommen. Angesichts ihres Wandels von einer kleinen regionalen Sparkasse zu einer bedeutenden Finanzgruppe nahm die Banif seit einiger Zeit das Motto A força de acreditar (dt.: Die Kraft daran zu glauben) in ihre Außendarstellung auf.
Ende 2013 wurden folgende Gesellschaften der Gruppe als "aufgegebener Geschäftsbereich" klassifiziert:
- Banco Caboverdiano de Negócios, Kap Verde
- Banif Bank (Malta)
- Banco Banif Brasil, Brasilien

2013 wurden 179 Jobs gestrichen (Stand am Jahresende: 3.196) und 43 Filialen geschlossen (Stand am Jahresende: 387).
2014 wurden 463 Jobs gestrichen (−15 %) und 72 Filialen geschlossen.
Im Juni 2015 verkaufte Banif die Gesellschaft Banif Mais an Cofidis Participations, SA, Frankreich, für 400 Millionen Euro.
Am 18. Dezember 2015 wurde die maltesische Tochtergesellschaft Banif Bank Malta für 18,4 Millionen Euro verkauft.

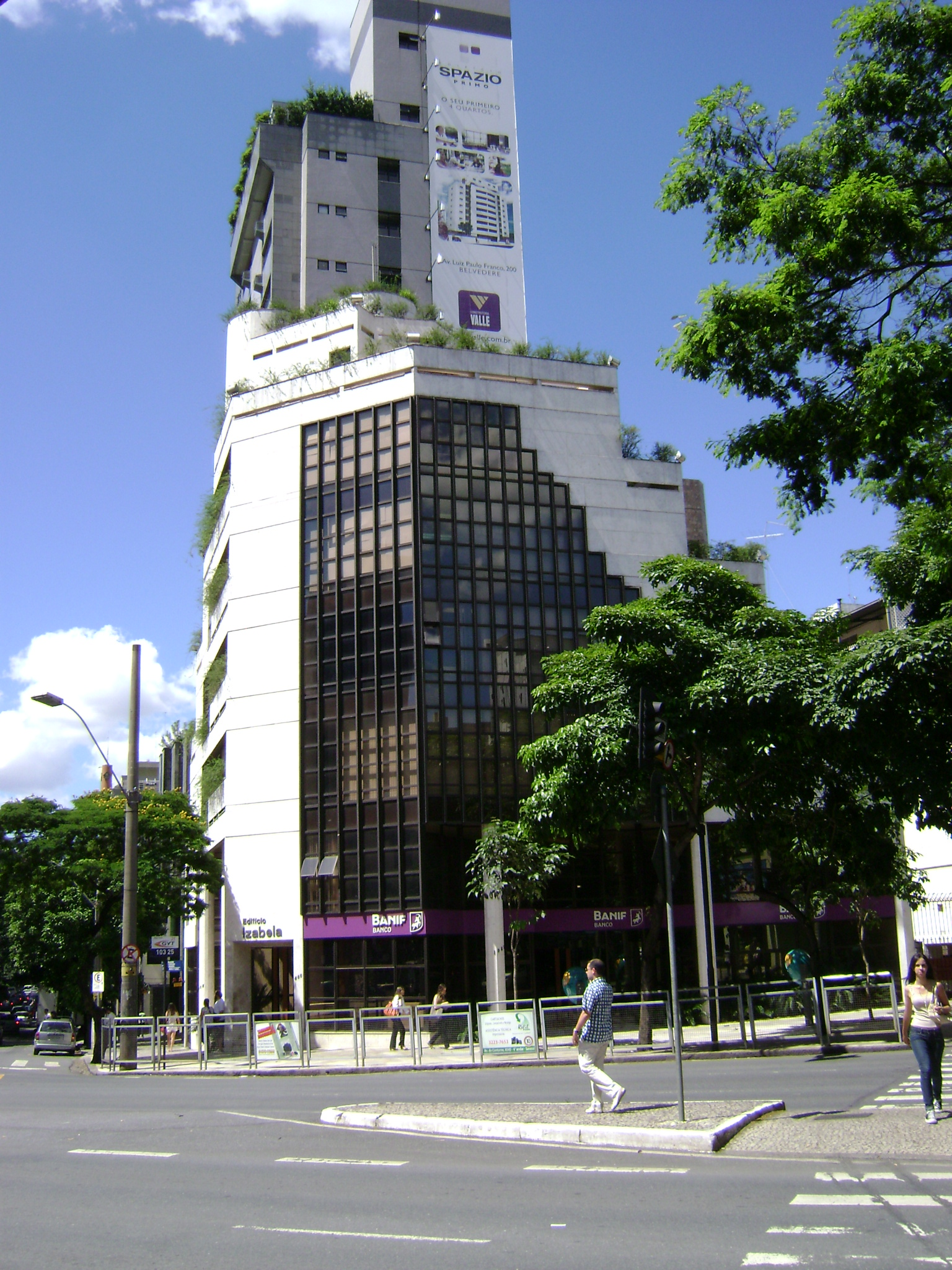
Banif-Gebäude in Belo Horizonte (Brasilien)

## Unternehmenszahlen

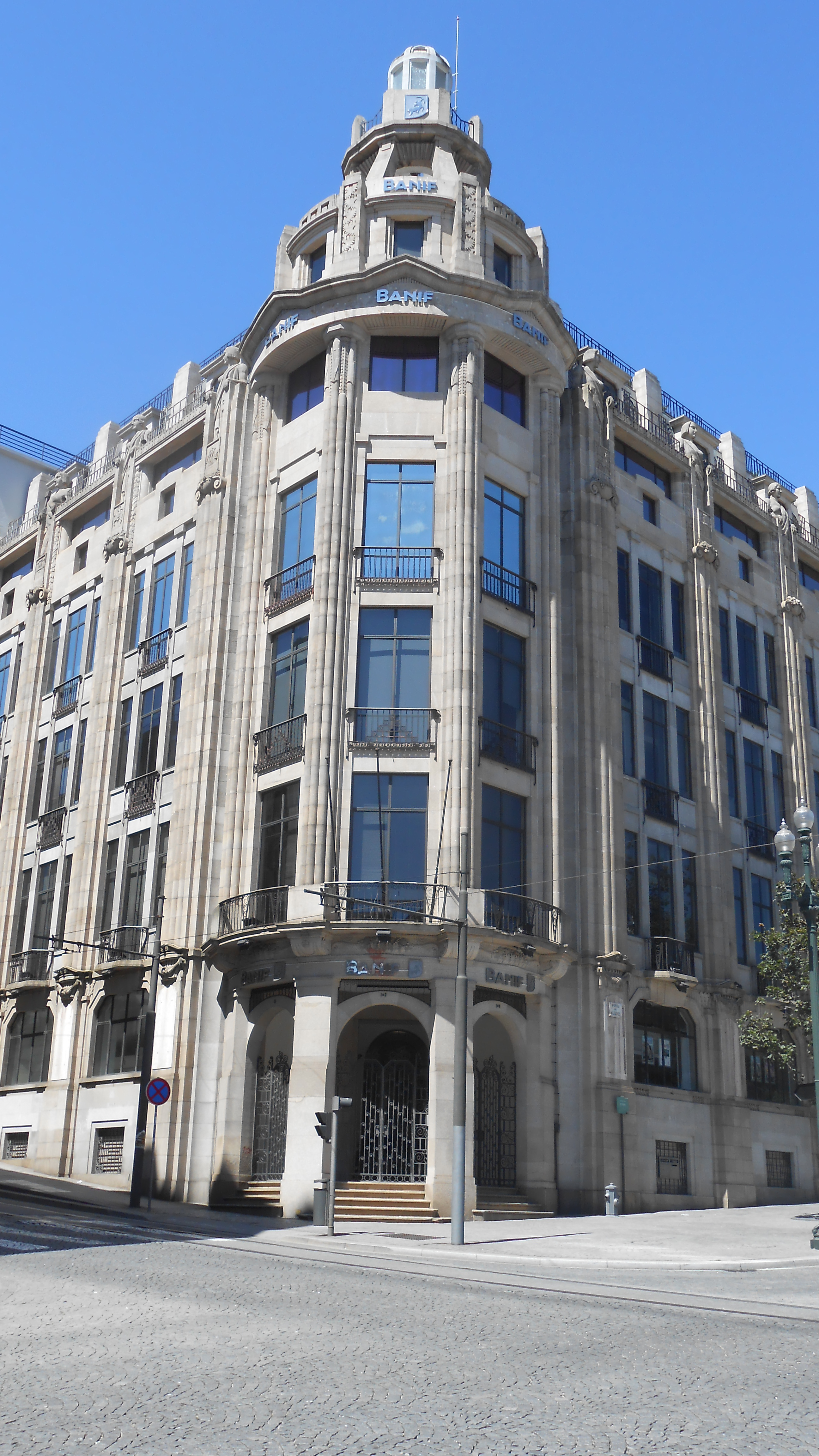
Das Banif-Gebäude in Porto

Im Jahr 2012 belief sich die Bilanzsumme der Banif-Gruppe auf 15 Milliarden Euro. Sie unterhielt im Jahr 2010 in Portugal 352 Filialen und weitere 680 Repräsentanzen weltweit. Im Jahr 2011 beschäftigte sie 2.548 Mitarbeiter.
Die Banif-Gruppe unterhält eine Reihe Banken in anderen Ländern, darunter die Banco Caboverdiano de Negócios (Kap Verde), die Banif Bank (Malta), Banca Pueyo und Bankpime (Spanien), Banif Finance (USA), dazu Unternehmen in Brasilien, Venezuela, Kaimaninseln u. a. Insgesamt gehören 60 Unternehmen in 17 Ländern zur Gruppe.

## Eigentümerstruktur
| Anteil  | Anteilseigner                                                |
| ------- | ------------------------------------------------------------ |
| 68,65 % | Familie Horácio da Silva Roque                               |
| 4,32 %  | Banco-Comercial-Português-Pensionsfonds                      |
| 3,82 %  | Fundo de Garantia Automóvel/Instituto de Seguros de Portugal |
| 3,42 %  | Vestiban                                                     |
| 3,75 %  | EDP Group                                                    |
| 2,49 %  | Jorge Sá                                                     |

Der Rest ist in Streubesitz, zum Teil kontrolliert von der Familie Teixeira.